# RTS,S
RTS,S (również: RTS,S/AS01, nazwa handlowa: Mosquirix) – szczepionka RNA przeciw malarii produkcji GlaxoSmithKline i Bharat Biotech. Pierwsza w historii przeciw tej chorobie i pierwsza szczepionka przeciw pasożytowi. Po kilku latach badań kilnicznych, szczepionka weszła w użycie w drugiej połowie lat 2010. Podawana w 4 dawkach zapewnia jedynie częściową, czasową ochronę przed zakażeniem u dzieci powyżej 5 miesiąca życia. Szczepionka nie jest przeznaczona do sprzedaży na terenach, na których malaria nie występuje.

## Historia powstania
Badania nad szczepionką były prowadzone od 1984 roku, przez GlaxoSmithKline (GSK) i Walter Reed Army Institute of Research (WRAIR). Obie instytucje próbowały stworzyć szczepionkę wykorzystującą odkrycie, że atenuowane promieniowaniem jonizującym sporozoity zapobiegają infekcji malarią (wykorzystuje je inny kandydat na szczepionkę: PfSPZ). Jako białko stanowiące cel odpowiedzi immunologicznej zidentyfikowano CSP, białko okołosporozoitowe (circumsporozoite protein). WRAIR i amerykański Narodowy Instytut Zdrowia pomyślnie powieliły i sekwencjonowały to białko. Ponieważ wytworzenie całego antygenu CSP było wówczas bardzo trudne, GSK wykorzystała bakterie Escherichia coli do wytworzenia fragmentów antygenu (centralnego rejonu powtórzeń). Spośród czterech antygenów-kandydatów do badań klinicznych skierowany został jeden. W ramach kontrolowanego zakażenia jednego ochotnika wykazał działanie ochronne. Wielokrotne próby stworzenia szczepionki z wykorzystaniem jedynie fragmentu CSP nie przynosiły jednak klinicznie znaczących rezultatów. Od 1987 roku GSK i WRAIR pracowały wspólnie.
Naukowcy z GSK, korzystając z wiedzy zdobytej przy tworzeniu szczepionki przeciw wirusowemu zapaleniu wątroby typu B Energix-B, w pionierski sposób użyli antygenów powierzchniowych wirusa HBV jako nośnika centralnego rejonu powtórzeń i regionu C-końcowego białka CSP (zawierające epitopy T i B) szczepu NF54 zarodźca Plasmodium falciparum. Dzięki temu wzmocniono prezentację antygenu układowi odpornościowemu.
Następnie podjęto próby dobrania odpowiedniego adjuwantu szczepionki. Ostatecznie GSK i WRAIR wybrały AS01 jako najlepszy. Zawiera on immunostymulanty 3-O-deacylowany 4ʹ-monofosforylolipid A (MPL) i saponiny QS-21 (otrzymywaną z mydłodrzewu właściwego) na bazie liposomów.
Od 2001 roku GSK współpracuje nad nią z PATH (Program for Appropriate Technology in Health) w ramach partnerstwa publiczno-prywatnego, korzystając z finansowania Bill & Melinda Gates Foundation.

### Faza III badań klinicznych
Faza III badań klinicznych trwała w latach 2009–2014. Wzięło w niej udział 15 459 dzieci i niemowląt i 11 ośrodków klinicznych w 7 państwach (Burkina Faso, Gabon, Ghana, Kenia, Malawi, Mozambik, Tanzania), w tym 8922 pacjentów w wieku 5–17 miesięcy i 6537 niemowląt w wieku 6–12 tygodni. W badaniu z podwójną ślepą próbą uczestnicy zostali przypisani losowo do jednej z trzech równolicznych grup:
- pierwsza otrzymała trzy dawki RTS,S/AS01 po 0, 1 i 2 miesiącach oraz dawkę przypominającą po 20 miesiącu.
- druga trzy dawki RTS,S/AS01 po 0, 1 i 2 miesiącach, po 20 miesiącach szczepienie przeciw meningokokom C (środkiem Menjugate).
- trzecia, porównawcza, otrzymała 3 dawki szczepienia przeciw wściekliźnie (Verorab) i czwarte przeciw meningokokom (jak wyżej), w tym samym schemacie czasowym: 0, 1, 2, i 20 miesięcy.

Wyniki pokazały, że podanie 4 dawek szczepionki zapobiegło w ciągu czterech lat 39% zakażeń i 29% ciężkich przebiegów choroby. Zapobiegła ona 1774 przypadkom malarii na 1000 zaszczepionych dzieci (do zakażenia może dochodzić wielokrotnie). Skuteczność szczepionki zmniejsza się z czasem, wymagane są dalsze badania dotyczące dawek przypominających.
Niepożądane odczyny poszczepienne były podobne jak przy innych rutynowych szczepieniach w tej grupie wiekowej. W grupie dzieci w wieku 5–17 miesięcy częściej występowały drgawki gorączkowe, szczególnie po 3 dawce, które ustępowały po najpóźniej 7 dniach. Wskazuje się też potencjalny wzrost ryzyka zapalenia opon mózgowych i malarii mózgowej.
Szczepionka została zatwierdzona przez Europejską Agencję Leków w 2015 w ramach artykułu 58 – dopuszczenie produktu medycznego dla ludzi wytwarzanego w Unii Europejskiej do użycia wyłącznie poza Unią Europejską (z zachowaniem takich samych standardów jak dla produktów na rynek UE). W styczniu 2016, po pozytywnej rekomendacji dwóch ciał doradczych (SAGE i MPAC), wydała rekomendacje rozpoczęcia pilotażowych masowych szczepień. Rozpoczęły się one w 2019 roku w Afryce Subsaharyjskiej – w Ghanie, Kenii i Malawi, gdzie podano ponad 2,3 miliona dawek. Pilotaż miał ocenić możliwości jej podawania, rzeczywistej skuteczności i bezpieczeństwa w warunkach afrykańskich (jako kontynentu najbardziej dotykanego skutkami choroby), również w kontekście jej przyszłego finansowania przez Globalny Sojusz na rzecz Szczepionek i Szczepień (Gavi).
W styczniu 2021 nastąpił transfer technologii z PATH i GSK do Bharat Biotech (BBIL). BBIL jest wyłącznym producentem szczepionki do co najmniej 2029 roku. Do tego czasu GSK produkuje jedynie niezbędny adiuwant oraz 10 milionów bezpłatnych dawek dla Malaria Vaccine Initiative Programme.
W październiku 2021 r. szczepionka została zatwierdzona przez Światową Organizację Zdrowia (WHO) do „szerokiego stosowania” u dzieci, co czyni ją pierwszą szczepionką na malarię, a także pierwszą szczepionką przeciwko pasożytom, która otrzymała poparcie od WHO.

### Kolejne kroki
Wyniki fazy pilotażowej zostaną opracowane do 2023 roku. GSK prowadzi również badania fazy IV. Zostaną one wykorzystane łącznie do opracowania kolejnej, skuteczniejszej szczepionki.
Podobnie jak w przypadku stosowania profilaktyki przeciwmalarycznej (moskitiery i środki farmakologiczne) zanik ochrony wynikającej ze szczepienia powoduje z czasem wzrost ryzyka zachorowania na malarię. Zwiększone ryzyko w przypadku szczepionki odnotowano po 5 latach. Chociaż może być to odbierane jako wada, to celem szczepionki jest ochrona najmłodszych dzieci, które są najbardziej narażone na ciężki przebieg choroby i powikłania (szczególnie neurorozwojowe). Dalsze badania pokażą, czy możliwe będzie podawanie kolejnych dawek przypominających.
Globalny Sojusz na rzecz Szczepionek i Szczepień nie zdecydował jeszcze, czy zakupi szczepionkę w imieniu najbiedniejszych państw afrykańskich. Polityka cenowa GSK zakłada, że RTS,S zostanie wyceniona po cenie produkcji plus 5% marży przy czym narzut ten zostanie reinwestowany w badania nad innymi chorobami tropikalnymi.

## Budowa i działanie

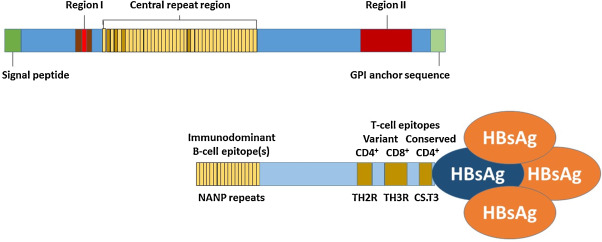
Graficzne przedstawienie białka CSP (okołosporozoitowego) i struktury cząsteczki szczepionki RTS,S (Mosquirix) przeciw malarii.

Szczepionka jest szczepionką przeciw malarii typu preerytrocytarnego skierowaną przeciw najpopularniejszemu gatunkowi zarodźca malarii – Plasmodium falciparum. Jej zadaniem jest wywołanie odpowiedzi immunologicznej przeciwko białku CSP na powierzchni sporozoitu na wczesnym etapie zakażenia tak, aby pasożyt został zwalczony, nim wniknie do wątroby (miejsca dojrzewania i rozmnażania).
Nazwę RTS,S rozwija się następująco:
- R – Repeat – oznacza centralny rejon powtórzeń (central repeat region) białka CSP. W szczepionce stanowi on pojedynczy łańcuch polipeptydowy, odpowiadający potwórzeniom tandemowym sekwencji aminokwasowej tetrapeptydu NANP.
- T – T-lymphocyte – oznacza epitopy limfocytów T.
- S – Surface – oznacza koniec N powierzchniowego antygenu HBsAg wirusa wzw W do którego przytwierdzony jest powyższy peptyd RT. Połączenie otrzymuje się podczas koekspresji w komórkach drożdży (Saccharomyces cerevisiae RIX4397), co daje cząstki wirusopodobne prezentujące zarówno CSP jaki część S na swojej powierzchni.
- S – Spontaneosly – oznacza kolejne cząstki HBsAg spontanicznie łączące się z kompleksem RTS.

Otrzymane cząstki RTS,S wymagają przechowywania w czasie cyklu produkcyjnego w temperaturze –70 °C. Następnie są liofilizowane i proszkowane. Szczepionka dostarczana jest w dwóch częściach:
- 3 mL fiolki ze sproszkowanym liofilizatem RTS,S
- 3 mL fiolki z adjuwantem AS01

Szczepionkę tworzy się przez zmieszanie jednej fiolki RTS,S z jedną fiolką adjuwantu, co daje 2 dawki szczepionki podawanej iniekcją domięśniową. Pierwsza dawka podawana jest w 5. miesiącu życia; trzecia – przed ukończeniem 9 miesiąca życia; czwarta – między 15. a 18. m. ż.